# Estação Manuela Malasaña
Manuela Malasaña é uma estação da Linha 12 do Metro de Madrid . Manuela Malasaña (1791-1808) é uma heroína espanhola morta na Guerra de Independência Espanhola.